# 松下清夫
松下 清夫（まつした きよお、1910年3月 - 2003年5月5日）は、日本の建築構造学者。東京大学名誉教授。

## 経歴・人物
旧制静岡県立静岡中学校、旧制静岡高等学校を経て、1935年に東京帝国大学工学部建築学科を卒業。東京大学では木構造の講座などを担当。1970年からは東京理科大学教授併任。日本建築学会構造標準委員会主査など歴任。義父は師の内田祥三。専門は木造建築のほか免震構造など多数。
主な構造設計に科学技術館、広島平和記念資料館、損保ジャパン日本興亜本社ビル、千葉県自治会館など。1989年、日本建築学会賞大賞受賞。

## 著書
- 『各種建築構造図説』[10](1954年)
- 『建築生産・各部構造』[11]（鹿島研究所出版会)
- 『住居』[12]（1999, 家政教育社）
- 『住みよい間取 No．1 決め方と実例300図』[13]（1966年. 理工学社）
- 『内田祥三先生作品集』
- 『建築安全計画』 (鹿島研究所出版会 1970年)など。